# 2008
2008 م هي السنة التي تلي 2007 وتسبق 2009 طبقًا للتقويم الميلادي وهي سنة كبيسة.

## أهم الأحداث
- وقوع النزاع الحدودي بين ارتريا وجيبوتي ما بين 10 يونيو و13 يونيو 2008.
- وقوع حرب أوسيتيا الجنوبية 2008 ما بين 7 أغسطس و12 أغسطس 2008.

### يناير
الأربعاء 2 يناير -
- في الاقتصاد: وصلت أسعار البترول إلى 100 دولار للبرميل—وهي أعلى نسبة في التاريخ.
- في الولايات المتحدة: برميل النفط الخام في فترة قصيرة يصل سعره إلى فوق 100 دولار للمرة الأولى في بورصة نيويورك التجارية.
- في سريلانكا: هجوم على حافلة تقل عسكريين في كولومبو، ممّا أدى إلى مقتل أربعة أشخاص واصابة عشرين آخرين.
- 15 يناير - توغل إسرائيلي في غزة قتل فيه 18 فلسطينيا، وجرح نحو أربعين.[1]
- 30 يناير - انقطاع لكابلي اتصال بحريين في وسط البحر الأبيض المتوسط مما أثر على خدمات المكالمات الدولية الثابتة والمتحركة والاتصال بشبكة الإنترنت في عدد من الدول في الشرق الأوسط[2]

### فبراير

علم كوسوفو

- 10 فبراير - مصر تفوز بكأس الأمم الأفريقية للمرة السادسة[3]
- 17 فبراير - كوسوفو تعلن استقلالها عن صربيا بعد قرون من التبعية الإقليمية
- 12 فبراير - تفجير سيارة في دمشق يؤدي إلى مقتل القيادي في حزب الله اللبناني عماد مغنية.
- 24 فبراير - انتخاب راؤول كاسترو رئيسا لكوبا

### مارس
- 6 مارس - مقتل 9 إسرائيليون في هجوم فلسطيني مسلح على مدرسة للحاخامات بالقدس[4]

### أبريل

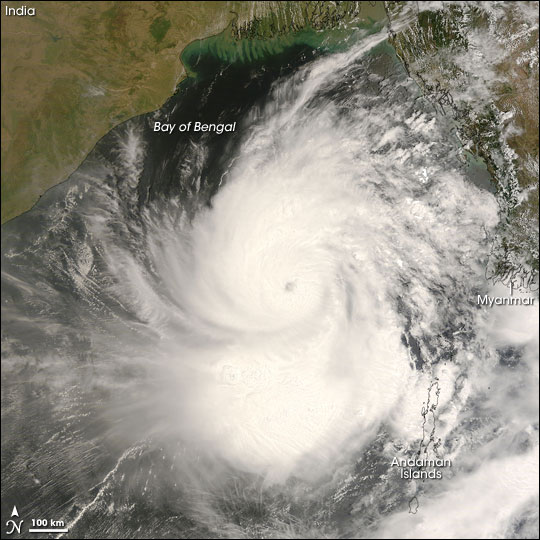
إعصار نرجس

- 6 أبريل - إضراب عام في مصر ضد الغلاء والفساد يؤدي إلى اعتقال عدد من المعارضين وأحداث شغب في مدينة المحلة الكبرى.
- 7 أبريل - استمرار أعمال الشغب لليوم الثاني على التوالى بمدينة المحلة الكبرى بمصر.
- 17 أبريل - إصدار العدد الأول من صحيفة ذا ناشيونال باللغة الإنجليزية في أبوظبي.
- 27 أبريل - إعصار نرجس يتشكل في منطقة خليج البنغال وازدادت قوته وتوجه نحو وسط ماينمار، حيث ضربه في الثاني من مايو، وبلغ عدد ضحاياه الأقل 78 ألف قتيل، و56 ألف مفقود.

### مايو

زلزال سيشوان

- 7 مايو تولي دميتري ميدفيديف الرئاسة في روسيا
- 11 مايو: نهاية حصار مدينة الصدر والذي بدأ في 4 أبريل 2004.
- 12 مايو - زلزال سيشوان يضرب ولاية سيشوان الصينية.
- 13 مايو - أصدر الرئيس الروسي دميتري مدفيديف مرسوما بتعيين أركادي دفوركوفيتش مساعدا للرئيس الروسي وممثلا للرئيس الروسي في مجموعة الثماني.
- 25 مايو -
  - ناسا تطلق مسبار فينكس ليصبح أول مسبار يهبط على القطب الشمالي في المريخ.[5]
  - تولي ميشال سليمان رئاسة الجمهورية اللبنانية.
  - ترسيم فرقة شايني من كوريا الجنوبية.

### يونيو
- 7 إلى 29 يونيو - أقيمت كأس الأمم الأوروبية لكرة القدم في الفترة في النمسا وسويسرا.
- 27 يونيو بيل جيتس يستقيل من إدارة مايكروسوفت ويتفرغ لمنظمته الخيرية.

### يوليو
- 13 يوليو - الإعلان عن إطلاق الاتحاد من أجل المتوسط
- 14 يوليو - أصدر المدعي العام لدى المحكمة الجنائية الدولية لويس مورينو أوكامبو مذكرة توقيف بحق الرئيس عمر البشير وذلك لاتهامات بأنه ارتكب جرائم حرب في إقليم دارفور
- 26 يوليو - صدور الامر الوزاري لمجلس الوزراء العراقي بتأسيس شركة نفط ميسان

### أغسطس
- 7 أغسطس - بدء حرب أوسيتيا الجنوبية 2008.
- 8-24 أغسطس - إقامة الألعاب الأولمبية الصيفية في بكين.
- 19 أغسطس - حريق في مجلس الشورى المصري يسفر عن مقتل شخص وإصابة 15.

### سبتمبر
- 6 سبتمبر - انتخاب آصف علي زرداري رئيسا لباكستان.
- 6 سبتمبر - مقتل 51 شخص في انهيار صخري في حي منشية ناصر بالقاهرة
- 10 سبتمبر - بدأ التجارب في مصادم الهدرونات الكبير أكبر معجلات الجسيمات الأولية قرب جنيف بسويسرا
- 20 سبتمبر - تفجير انتحاري في فندق ماريوت بإسلام أباد، باكستان يقتل 60 شخصا على الأقل

### أكتوبر
- 3 أكتوبر - الرئيس الأمريكي جورج دبليو بوش يوقع على قانون خطة إنقاذ النظام المالي تبلغ كلفتها 700 مليار دولار[6]
- بداية برنامج اكتشاف التيمز في لندن.

### نوفمبر

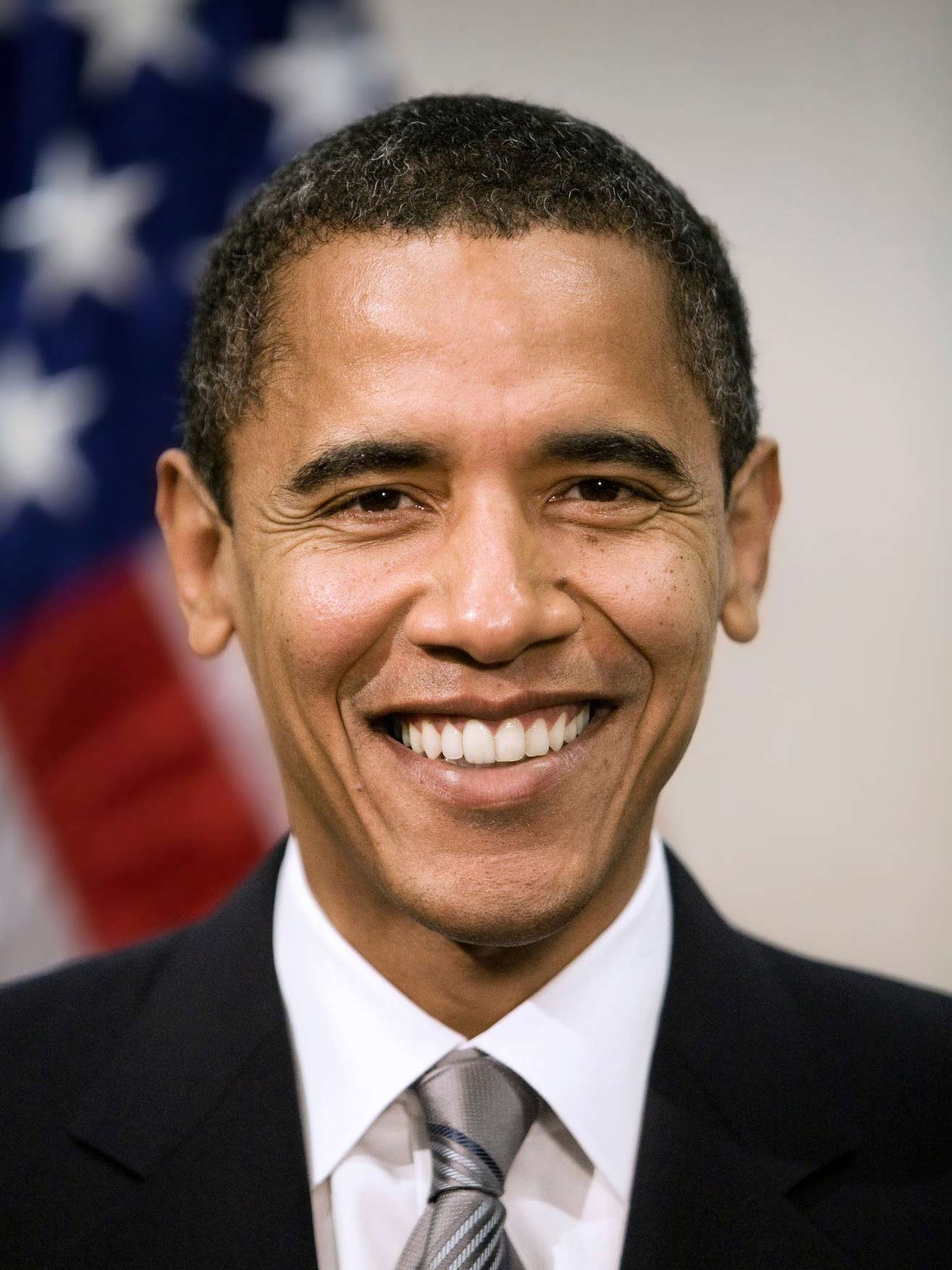
باراك أوباما

- 5 نوفمبر - انتخاب باراك أوباما الرئيس ال 44 الولايات المتحدة الأمريكية ويصبح أول رئيس أمريكي من أصل أفريقي
- 26 نوفمبر - سلسلة من الهجمات الإرهابية في مومباي الهند، تسفر عن مقتل 195 وإصابة 327
- 26 نوفمبر - تفجيرات انتحارية في المملكة العربية السعودية أعلن تنظيم القاعدة مسؤوليتها عنهاستهدفت هذه التفجيرات الإرهابية عدة مجمعات يسكنها أجانب في مدينة الرياض.

### . ديسمبر
- 14 ديسمبر- الصحفي العراقي منتظر الزيدي يقذف زوجي حذاءه على الرئيس الأمريكي جورج والكر بوش أثناء مؤتمر صحفي في العراق.
- 23 ديسمبر- حدوث انقلاب في غينيا بعد ساعات من الإعلان عن وفاة الرئيس لانسانا كونتي.
- 27 ديسمبر- الغارات الإسرائيلية على غزة أسفرت عن استشهاد أكثر من 3000 وإصابة عشرات الآلاف بجروح جراء الغارت.[7]
- 29 ديسمبر قدم الرئيس الصومالي عبد الله يوسف أحمد استقالته للبرلمان الصومالي، وقال إنه أخفق في تحقيق السلام.

## جوائز عالمية

### جائزة نوبل
- في الفيزياء – اليابانيين ماكوتو كوباياشي وتوشيهيده ماساكاوا ويويتشيرو نامبو
- في الكيمياء – الياباني أوسامو شيمومورا والأمريكيين روجر تسيان ومارتن تشالفي.
- في الطب – الألماني هارالد تسور هاوزن والفرنسيان فرانسواز باري سينوسي ولوك مونتانييه.
- في الأدب – الفرنسي جان ماري غوستاف لو كليزيو.
- في السلام – الفنلندي مارتي أهتيسآري.
- في الاقتصاد – الأمريكي بول كروغمان.

### جائزة الملك فيصل العالمية
- في خدمة الإسلام – الملك عبد الله بن عبد العزيز.
- في الدراسات الإسلامية – لم تمنح.
- في اللغة العربية والأدب – مناصفة بين التونسي محمد رشاد الصالح حمزاوي والعراقي أحمد مطلوب.
- في الطب – مناصفة بين الأمريكيان دونالد ترنكي وباسيل برويت[الألمانية].
- في العلوم – الألماني رودجر فينز[الألمانية].

## مواليد
- 26 يناير – الأخطبوط بول (الوفاة في 2010)
- 16 أبريل – إليانور أميرة بلجيكا[8]
- 3 يونيو – هارشالي مالهوترا، مُمثلة هندية[9]
- 15 يوليو – إيان أرميتاج، مُمثل أمريكي.

## وفيات
- 9 نوفمبر - إبراهيم صالح العنيزان ممثل سعودي.
- عمر الطالب، روائي وناقد عراقي.
- هديل محمد الحضيف، كاتبة وروائية سعودية.
- سوزان تميم، مطربة لبنانية.
- محمود جبر، ممثل سوري.
- محمود درويش، شاعر فلسطيني.
- محمد رضا الحسيني الشيرازي، مرجع ديني شيعي.
- الشحات محمد أنور، قارئ قرآن مصري.
- علي المفيدي، ممثل كويتي.
- 8 مارس - البندري بنت عبد العزيز آل سعود، أميرة سعودية.
- 7 يوليو - سلطانة بنت عبد العزيز آل سعود، أميرة سعودية.
- 22 يوليو - فواز بن عبد العزيز آل سعود، أمير منطقة مكة المكرمة السابق.
- 17 يناير - بوبي فيشر ، لاعب شطرنج أمريكي

### يناير
- 18 يناير - أحمد سناقرة، عسكري في حركة فتح فلسطيني.
- 31 يناير - خليل إسماعيل، ممثل كويتي.
- 13 مايو - الشيخ سعد العبد الله السالم الصباح أمير دولة الكويت الرابع عشر.